# お鏡
『お鏡』（おきょう）は、1985年9月2日～10月18日にTBS「花王 愛の劇場」枠にて放送された昼ドラマである。

## あらすじ
明治43年の大坂。相場師の水口清蔵(織本順吉)は娘のお鏡(市原悦子)に見送られ、松吉(左右田一平)の俥で堂島の穀物取引所へ向かった。米相場で一発勝負をかける為に。 
しかし、相場で負けて破産し、清蔵は拳銃自殺する。母とお鏡は落ちぶれて芸者になるが、母は贅沢な暮らしが忘れられず清蔵を負かした天一坊（岸部四郎）の情婦になる。お鏡は父の敵を討つべく天一坊の手下である杉野（鹿内孝）といい仲になる。
杉野は肺結核を患っており、先行き短いこととお鏡への愛情から天一坊を裏切り、相場で天一坊が買い占めにかかっていた株価の暴落を狙って逆手（乱手）を振る。
天一坊は破産し、服毒自殺。杉野は莫大な利益を得るが、その裏切り行為をとがめられて追われる身に。お鏡と杉野は大阪から夜逃げ同然で駆け落ちし、小さな漁村に身を潜める。
杉野はお鏡の献身的な看護のおかげで健康を取り戻すが、自分の裏切り行為が許せず、次第に酒とばくちにおぼれるようになる。
そのうち、ばくち狂いが高じてお鏡をかたにやくざと賭けをしてしまう。結局、杉野は負けてお鏡は借金のかたに女郎屋に売られてしまう。
そこで、お鏡は難波座の社長、太田（天田俊明）に見初められ、太田は杉野の借金を肩代わりしてお鏡を身請けする。
お鏡は太田に恩義を感じ、太田と結婚するが、太田の経営する難波座はやくざの筆重組に狙われていた。
筆重組は難波座を手に入れる為に杉野を脅して太田を殺害するよう命じるが、杉野は殺す振りをして逆に太田に殺されようとする。
だが、それが筆重組の手下にばれて、杉野も太田も刺されてしまう。
太田はまもなく亡くなり、お鏡は太田の難波座を守るべく女興行師になる。
筆重組は難波座に芸人が出演するのを妨害し、難波座は倒産の危機に陥る。お鏡は難波座を賭け、筆重組と勝負し、運良く勝つ。
太田の弟、秀夫と共にようやく難波座を盛り返したところ、お鏡は太田の子を身ごもっていることに気づく。
その矢先、賭けに負けた筆重組がお鏡を襲うが、杉野が代わりに殺されてしまう。
お鏡が好きになった男は次々と死んでいくので、お鏡は二度と結婚しないと決心するが、秀夫はお鏡を好きになり、生まれてくる子供の父親になりたいとお鏡に求婚する。
だが、秀夫の元恋人、俊子が突然、押しかけ女房として秀夫を訪ねてくる。お鏡は秀夫に俊子と結婚するよう促すが、秀夫は拒否。
俊子は傷心して入水自殺を図るが、お鏡に助けられる。秀夫はお鏡と俊子との間で苦しみ、泥酔して火の点いたランプを倒してしまう。その火事で難波座は全焼し、秀夫も焼死する。
それから7年、お鏡は太田の子、誠を出産し、母が産んだ天一坊の子、孝雄（お鏡の異父弟）を自分の養子に迎えて、秀夫の元恋人、俊子と共につつましやかに暮らしていた。
お鏡は俊子から教わったフランスの小説「ああ無情」を基に自分で紙芝居を演じて生計を立てていたが、紙芝居の内容が警察批判をしているとの疑いをかけられ、留置場に入れられてしまう。
そこで出会ったのは、かつて子供達が山で迷子になっていたところ救ってくれた圭介（速水亮）だった。
圭介は母親の危篤の知らせを受けて鎌倉に行こうとしていたが、汽車賃がなかった為、お鏡に借りる。
お鏡は圭介に同情してお金を貸すが、その縁がきっかけで二人は次第に惹かれあうようになる。一方、俊子も圭介に愛情を感じ始めていた。
お鏡は自分の年齢を思って最初は俊子に圭介を譲ろうとするが、圭介が以前から確執のあった異母兄を殺害し、追われる身になると同情して圭介に身を任せてしまう。松吉はお鏡の身を案じて警察から逃れられない圭介に自首を勧めるが、圭介は自殺しようとする。お鏡は圭介が杉野と同じように肺結核を患っていることを知り、自首するより心中しようと圭介と一緒に逃げようとする。
俊子は心臓発作を起こした松吉に代わって、警察にお鏡と圭介の居場所を通報。お鏡と圭介は留置場に入れられる。まもなくお鏡は釈放されるが、深く傷ついたお鏡は通報した俊子を恨む。
お鏡は翌朝、圭介に衣類などを差入れに行くが、すでに圭介は吐血して死亡しており、失意の中帰宅すると、長年仕えてくれていた松吉も亡くなっていた。
その後、孝雄は流行り病であっけなく亡くなり、誠が成人して父に倣って芝居小屋の副支配人になるが、昭和6年、誠は満州事変により徴兵される。出征の前日、お鏡は以前、俊子から聞いていた与謝野晶子の詩を読んで死なないようにと誠を諭す。
誠の出征から数ヵ月後、13年振りに尋ねてきた俊子は、お鏡と別れてから見合い結婚して出産し、幸せな結婚生活をしていることをお鏡に報告し、お鏡と和解する。
俊子を見送り家に戻ると、戦地の誠から「必ず生きて帰る」としたためられたハガキが届くが、読み終わるや否や、お鏡は役所から誠の戦死通知を受け取る。
一人骨壷を抱いて滝に向かったお鏡は、戦死を告げる紙切れだけが入った骨壷を滝に投げ入れる。お鏡が愛情を注いだ男達は皆死んでいき、一人残されたお鏡は怒涛の滝を後にする。

## キャスト
- お鏡 - 市原悦子
- 水口清蔵 - 織本順吉
- 久保菜穂子
- 天一坊 - 岸部シロー（現・岸部四郎）
- 圭介 - 速水亮
- 衣通真由美
- 松吉 - 左右田一平
- 中垣克麻
- 武田佑介
- 坂田祥一朗
- 小野泰次郎
- 津野哲郎
- 名川貞郎
- 植草一樹
- 杉野 - 鹿内孝
- 殿山泰司
- 市川千恵子
- 太田 - 天田俊明
- 青木和代
- 水城蘭子

## スタッフ
- 原作 - 藤本義一『女の淵』
- 監督 - 高橋繁男
- 助監督 - 澤田アーサー貢
- 製作担当 - 中沢宣明
- 製作主任 - 林哲次
- プロデューサー - 堀貞雄、金川克斗志
- 脚本 - 高岡尚平、米田いずみ
- 音楽 - 木下忠司
- 美術 - 横山豊
- 撮影 - 鈴木則男
- 照明 - 飯島博
- 制作 - TBS、松竹

## 主題歌
- 『女のわらべ唄』

作詞 - 吉田正 / 作曲 - 浜圭介 / 編曲 - 川口真 / 歌 - 西城慶子